# Butovický hřbitov
Butovický hřbitov se nachází v Praze 5 v městské čtvrti Jinonice v ulici Vavřinecká 1. Má obdélný tvar a rozlohu 0,5 hektaru. V roce 1999 zde bylo 946 pohřbívacích míst, z toho 34 hrobek, 727 hrobů a 185 hrobů urnových.

## Historie
Hřbitov byl založen v osadě Butovice při kostele svatého Vavřince, původně románské stavby postavené v poslední čtvrtině 11. století. Roku 1892 byl rozšířen a byla zde přistavěna nová kostnice. Z původních staveb se dochovala také dřevěná zvonice se stanovou šindelovou střechou, umístěná při vchodu na hřbitov.
V kostele jsou dochovány dva náhrobní kameny: z červeného sliveneckého mramoru je zde deska z roku 1619 rytíře Albrechta Pfefferkorna z Otopachu, pána na Butovicích a Jinonicí (Butovice přikoupil roku 1610), a deska z roku 1680 měšťana Jana Kerssnera s dcerou.